# Gaytán del Refugio
Gaytán del Refugio är en ort i Mexiko.   Den ligger i kommunen Acámbaro och delstaten Guanajuato, i den centrala delen av landet, 180 km väster om huvudstaden Mexico City. Gaytán del Refugio ligger 1 978 meter över havet och antalet invånare är 501.
Terrängen runt Gaytán del Refugio är kuperad åt nordost, men åt sydväst är den platt. Runt Gaytán del Refugio är det ganska tätbefolkat, med 144 invånare per kvadratkilometer. Närmaste större samhälle är Acámbaro, 14,3 km söder om Gaytán del Refugio. Trakten runt Gaytán del Refugio består till största delen av jordbruksmark.